# Дербышкинская площадь
Дербы́шкинская пло́щадь (тат. Дəрвишлəр мəйданы) — площадь в посёлке Дербышки Советского района Казани, напротив Дворца культуры имени Саид-Галиева, находится на пересечении улицы Советская с окончанием улицы Халезова.
В обиходе жителей посёлка часто именуется площадью у ДК Саид-Галиева, площадью у ДК и просто площадью. Главная из трёх площадей посёлка, расположена недалеко от двух других (Комсомольской и Мира).

## История
Организованная в 1950-х гг., исторически вторая в посёлке, площадь стала местом проведения в Дербышках праздников, митингов, демонстраций, ярмарок и прочих культурно-массовых мероприятий.
Помимо проезжей части перекрёстка и проездов по периметру, площадь имеет открытую асфальтированную площадку с фонтаном в центре и газоны с зелёными насаждениями. Кроме ДК сталинской архитектуры на площадь также выходят жилые 4—5-этажные дома — «сталинки» и «хрущёвки» с магазинами и другими общественными заведениями.
На площади находятся автобусные остановки «ДК Саид-Галиева» — конечная маршрута № 19 на улице Халезова и транзитная маршрутов № 1, 9, 11, 25, 34, 41, 44, 51, 60, 84, 88, 91, следующих по улице Советская в одном направлении в сторону расположенной рядом железнодорожной станции электропоездов 804-й километр или далее в центр города.
Летом 2015 года площадь была полностью реконструирована и торжественно открыта 25 сентября.
В 2019 году прошли массовые протесты против строительства дорог.